# Onthophagus nagasawai
Onthophagus nagasawai es una especie de insecto del género Onthophagus, familia Scarabaeidae, orden Coleoptera.

## Historia
Fue descrita científicamente por Matsumura en 1938.